# Лубенька
Лубенька — струмок в Україні у Черкаському районі Черкаської області. Лівий доплив річки Тясмина (басейн Дніпра).

## Опис
Довжина струмка приблизно 8,06 км, найкоротша відстань між витоком і гирлом — 5,65  км, коефіцієнт звивистості річки — 1,43 . Формується декількома струмками та загатами.

## Розташування
Бере початок у селі Лубенці у листяному лісі. Тече переважно на північний схід і на північно-східній околиці села Деменці впадає у річку Тясмин, праву притоку річки Дніпра.

## Цікаві факти
- На струмку існує газгольдер та газова свердловина[1], а у XIX столітті — декілька вітряних млинів[4].